# Ballylickey

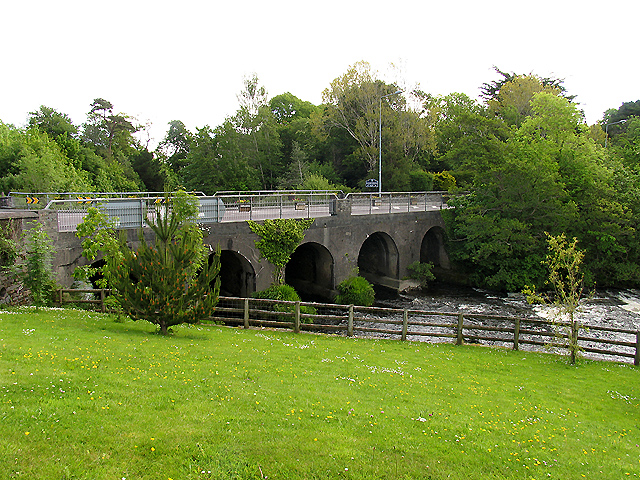
Ballylickey

Ballylickey (iriska: Béal Átha Leice) är en liten ort i närheten av Bantry i Cork på Irland. Floden Ovane flyter ut i Bantry Bay i Ballylickey. Den närmaste flygplatsen är Cork Airport.
Botanisten Ellen Hutchins och journalisten Philip Graves kommer från orten.